# Marton Lajos (teológus)
Marton Lajos (Lovasberény, 1870. február 5. – Budapest, 1935. június 19.) református lelkész, teológus, a Budapesti Református Teológiai Akadémia tanára 29 éven át.

## Élete
Marton Sándor tanító és Földváry Emília gyermeke. A gimnáziumot Nagykőrösön, teológiai és filozófiai tanulmányait Budapesten végezte el. Ezt követően európai utazást tett meglátogatva az utrechti és marburgi egyetemet. Később Budapesten lett vallástanító, majd gimnáziumi tanár. 1904-től a Budapesti Református Teológiai Akadémián tanított 1933-as nyugalomba lépéséig. 1935-ben hunyt el 65 éves korában Budapesten.

## Művei
- A protestáns prédikáció eszményképe (Protestáns Egyházi és Iskolai Lap, 1894.).
- A socialis mozgalmak áttekintése és bírálata (Protestáns Egyházi és Iskolai Lap. 1896.).
- Ruth könyve. (Budapest, 1896.)
- Vallástanításunk reformája (Protestáns Egyházi és Iskolai Lap, 1898.).
- A római császárok cultusának és apotheosisának eredete és nemzeti alapja (Budapesti ref. gimn. értesítő, 1902.).
- Julianus császárnak a keresztyénség ellen kifejtett munkásságáról (Protestáns Szemle, 1903.).
- M. A. Cassiodorus Senator isagogikai gyűjteményei. (Budapest, 1910.)
- I. Rákóczy György bibliája (Budapesti ref. theol. akadémia értesítője, 1914.).
- A római császárok cultusa. (Budapest, 1936.)